# Expoziția Internațională a Artelor Decorative și Industriale Moderne

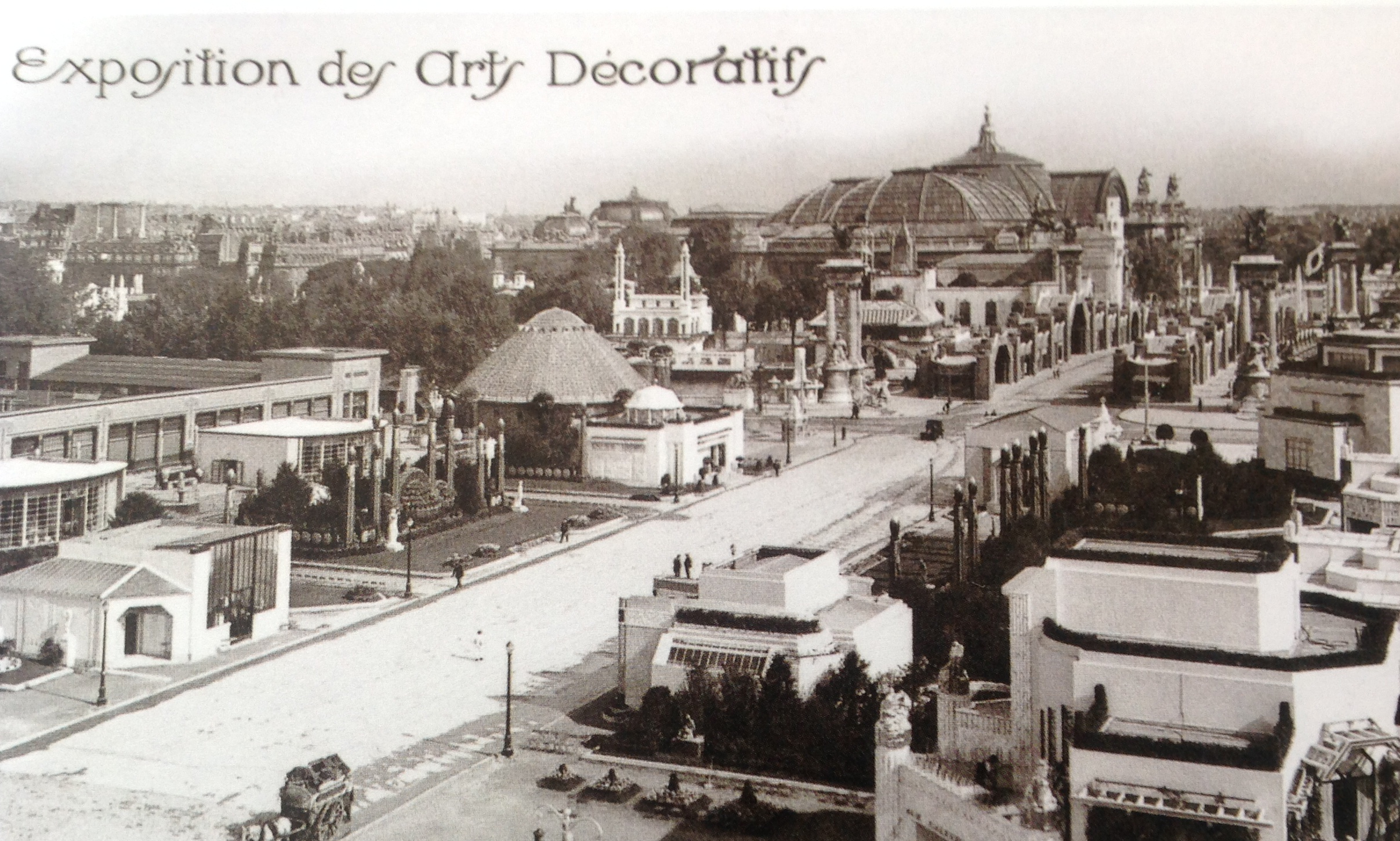
Carte poștală a timpului (1925) înfățișând o privire generală a Expoziției Internaționale de Arte Decorative și Industriale Modernes

 Expoziția Internațională a Artelor Decorative și Industriale Moderne, alternativ, Expoziția Internațională de Arte Decorative și Industriale Moderne sau Expoziția Internațională de Arte Moderne, Industriale și Decorative (în franceză,  Exposition internationale des arts décoratifs et industriels modernes ) a fost o expoziție specializată, care a avut loc la Paris, Franța, în perioada 29 aprilie (a doua zi după inaugurarea sa, într-o ceremonie privată, de către Gaston Doumergue, președintele Franței de atunci (1924 - 1931)
până pe 8 noiembrie 1925.
Inițial, evenimentul urma să se încheie pe 25 octombrie, dar, întrucât a fost vizitat de peste 16 milioane de oameni până la sfârșitul lunii octombrie, termenul a fost prelungit cu încă două săptămâni.
A fost proiectată de guvernul francez pentru a evidenția noul stil modern de arhitectură, decorațiuni interioare, mobilier, sticlă, bijuterii și alte arte decorative din Europa și din întreaga lume. Multe idei ale avangardei internaționale în domeniile arhitecturii și artelor aplicate au fost prezentate pentru prima dată la expoziție. Evenimentul a avut loc între esplanada Les Invalides și intrările Grand Palais și Petit Palais, și pe ambele maluri ale Senei. 
Au fost 15.000 de expozanți din douăzeci de țări diferite și expoziția a fost vizitată de peste șaisprezece milioane de oameni, pe parcursul celor șase luni de desfășurare. Stilul modern prezentat la expoziție a devenit ulterior cunoscut sub numele de Art Deco, denumire inspirată după numele „simplificat” al expoziției.

## Istoric

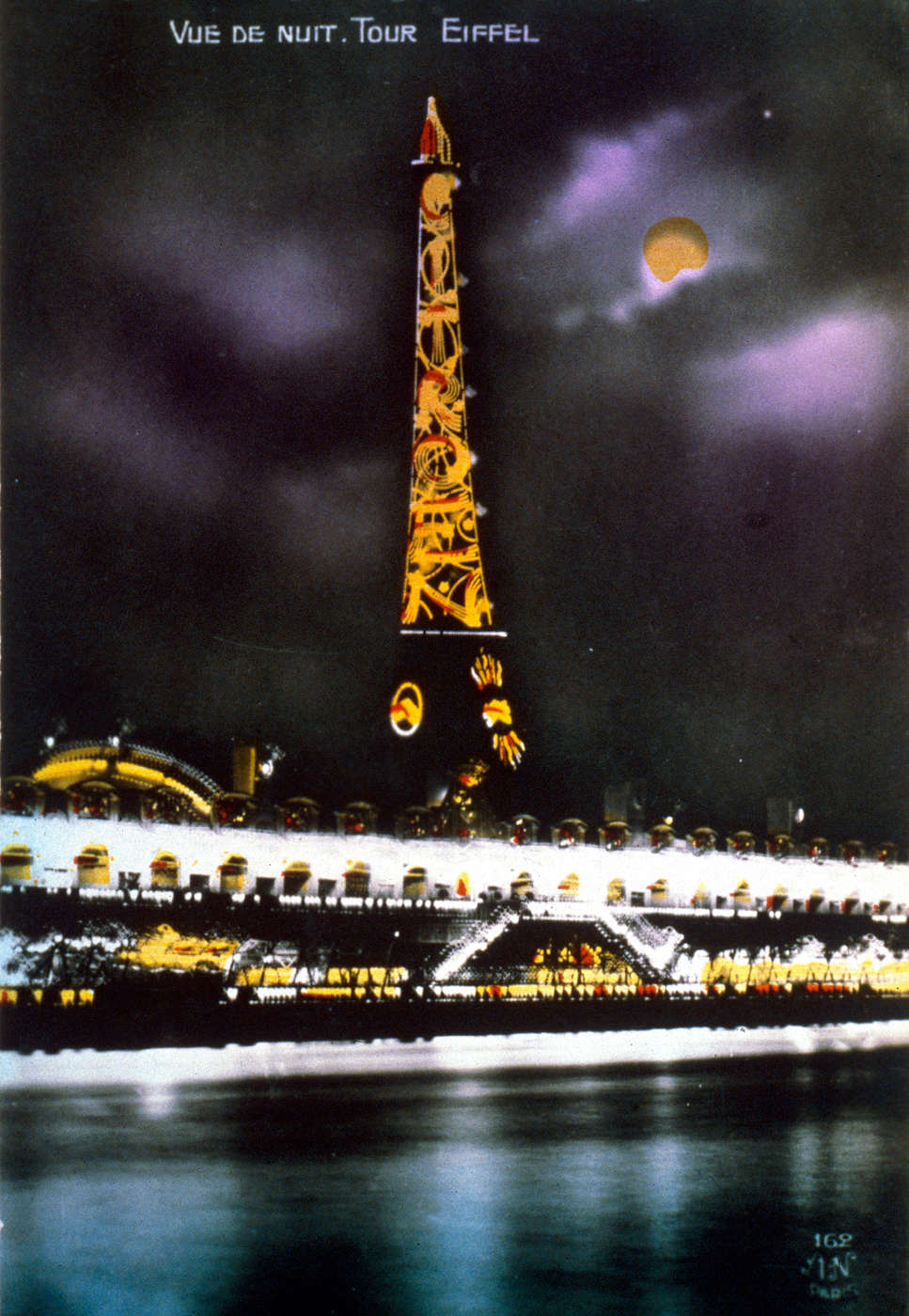
1925 – Turnul Eiffel luminat de o reclamă Citroën în timpul expoziției - (Tour Eiffel publicité Citroën 1925)

Ideea unei expoziții dedicate în întregime artelor decorative a venit inițial din partea grupului artistic Societatea Artiștilor Decoratori (franceză Société des Artistes Décorateurs), un grup fondat în 1901, care includea atât artiști consacrați, printre care Eugène Grasset și Hector Guimard, cât și artiști mai tineri, printre care se pot menționa cei mai activi: Francis Jourdain, Maurice Dufrêne, Paul Follot și Pierre Chareau. Artiștilor decorativi li se permisese să participe la cele două saloane de artă anterioare, de la Paris, dar aceste saloane erau subordonați pictorilor și își doreau o expoziție care să acorde primul loc artelor decorative.
Primele Saloane ale noului grup au avut loc în recent deschisul Muzeu de Arte Decorative din Pavillon de Marsan al Muzeului Louvru. Salonul de Toamnă, un nou salon (expoziție) fondat în 1903, a onorat pictori, sculptori, graficieni și arhitecți, dar, din nou, artele decorative au fost în mare parte ignorate. Frantz Jourdain a anunțat ideea de a organiza o expoziție separată de arte decorative cât mai curând posibil, explicând motivele într-un eseu scris mai târziu, în 1928:
| “ | Prin urmare, am hotărât să readucem Arta Decorativă, tratată [până atunci] fără considerație ca o Cenușăreasă sau o rudă săracă căreia i se permitea să mănânce cu servitorii, la locul important, aproape preponderent, pe care l-a ocupat în trecut, dintre toate timpurile și în toate țările globului. | ” |

Societatea Artiștilor Decorativi a făcut lobby la Camera Deputaților din Franța, care în 1912 a acceptat să găzduiască o expoziție internațională de arte decorative în 1915. Planurile au fost lăsate deoparte în 1915 din cauza Primului Război Mondial, apoi reluate după încheierea războiului în 1918. Fusese programată inițial pentru 1922, apoi amânată din cauza unei penurii de materiale de construcție pentru 1924 și apoi 1925, la exact douăzeci și cinci de ani după Expoziția Universală din 1900.

## Descriere
Locația aleasă pentru expoziție a fost centrul Parisului, în jurul a Grand Palais, imensul pavilion de sticlă și fier, construit pentru Exposition universelle de 1900 (Expoziția Universală din 1900). Arhitectul principal a fost Charles Plumet.
Intrarea principală, numită Poarta Onoarei, era situată lângă Grand Palais. Axa principală se întindea de la Poarta Onoarei, peste Pont Alexandre III, până la Les Invalides, cu pavilioane pe ambele maluri ale Senei, în timp ce grădinile și fântânile erau amplasate între pavilioane. Podul Alexandre III, care conecta cele două părți ale expoziției, a fost transformat într-un centru comercial modernist de către arhitectul Maurice Dufrêne. Malurile Senei erau împânzite de restaurante plutitoare construite pentru expoziție, care au devenit o mare atracție populară.

## Galerie (lucrări din 1925)

Lucrări reprezentative
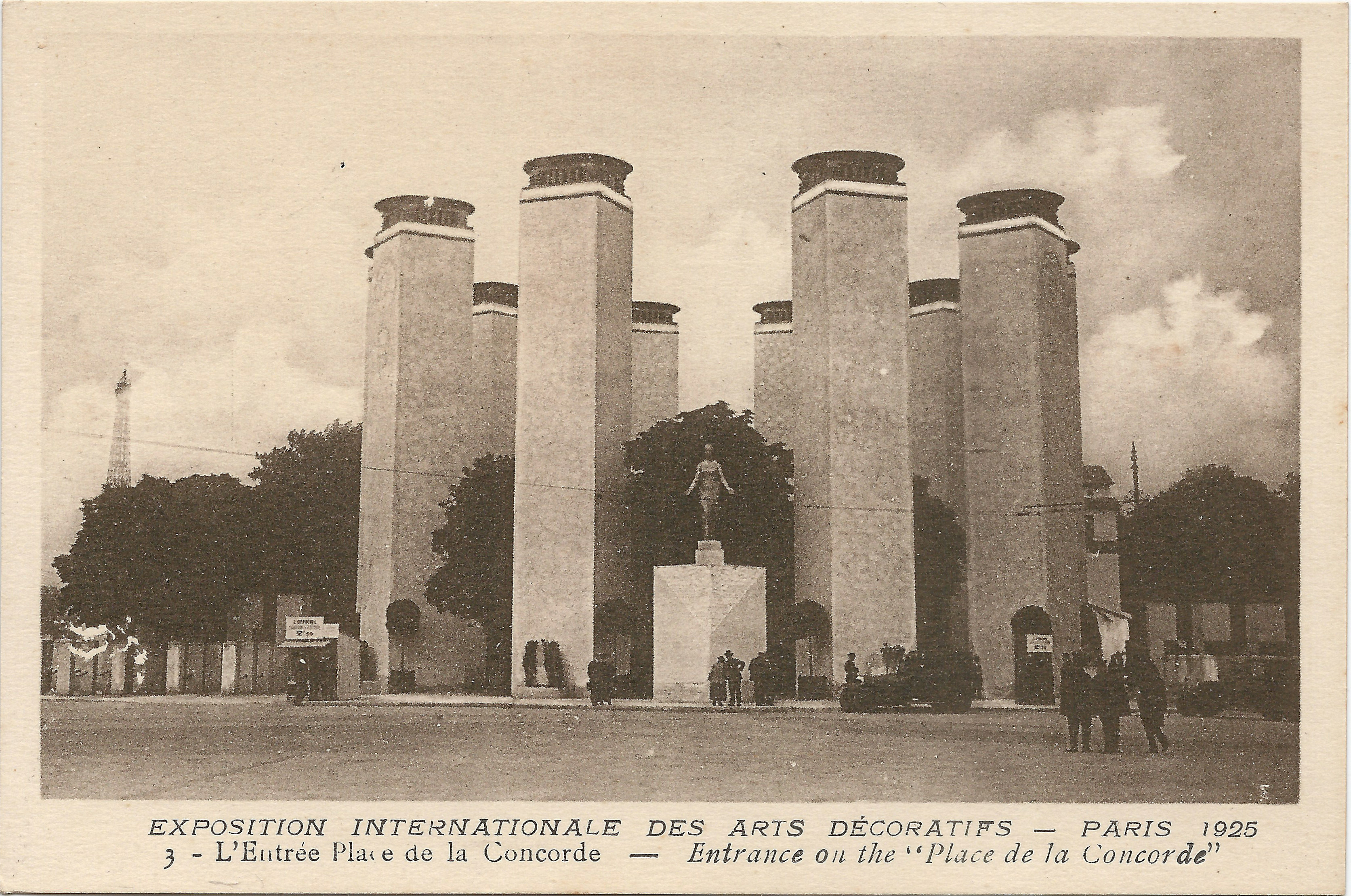
1925 – Carte poștală a timpului intitulată Arts décoratifs-entrée Place de la Concorde - Intrarea [la expoziția] Artelor decorative dinspre Place de la Concorde
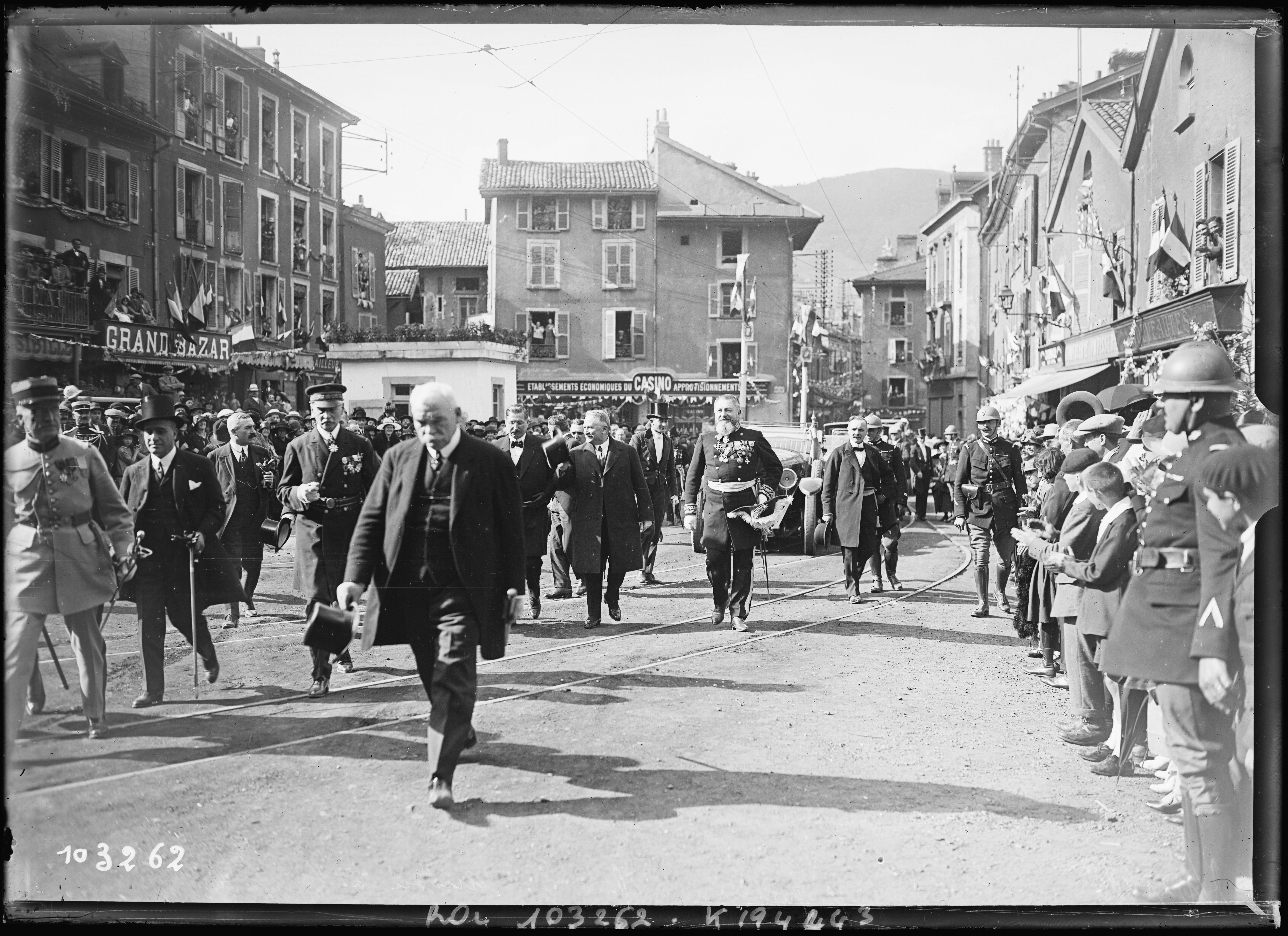
1925 – Președintele Franței al timpului, Doumergue, Gaston (1863 - 1937), care a deschis oficial  Expoziția,  ... într-o vizită prezidențială la Vizille, Isère → imaginea prezintă sosirea la Vizille, fotografia este datată 2 august 1925
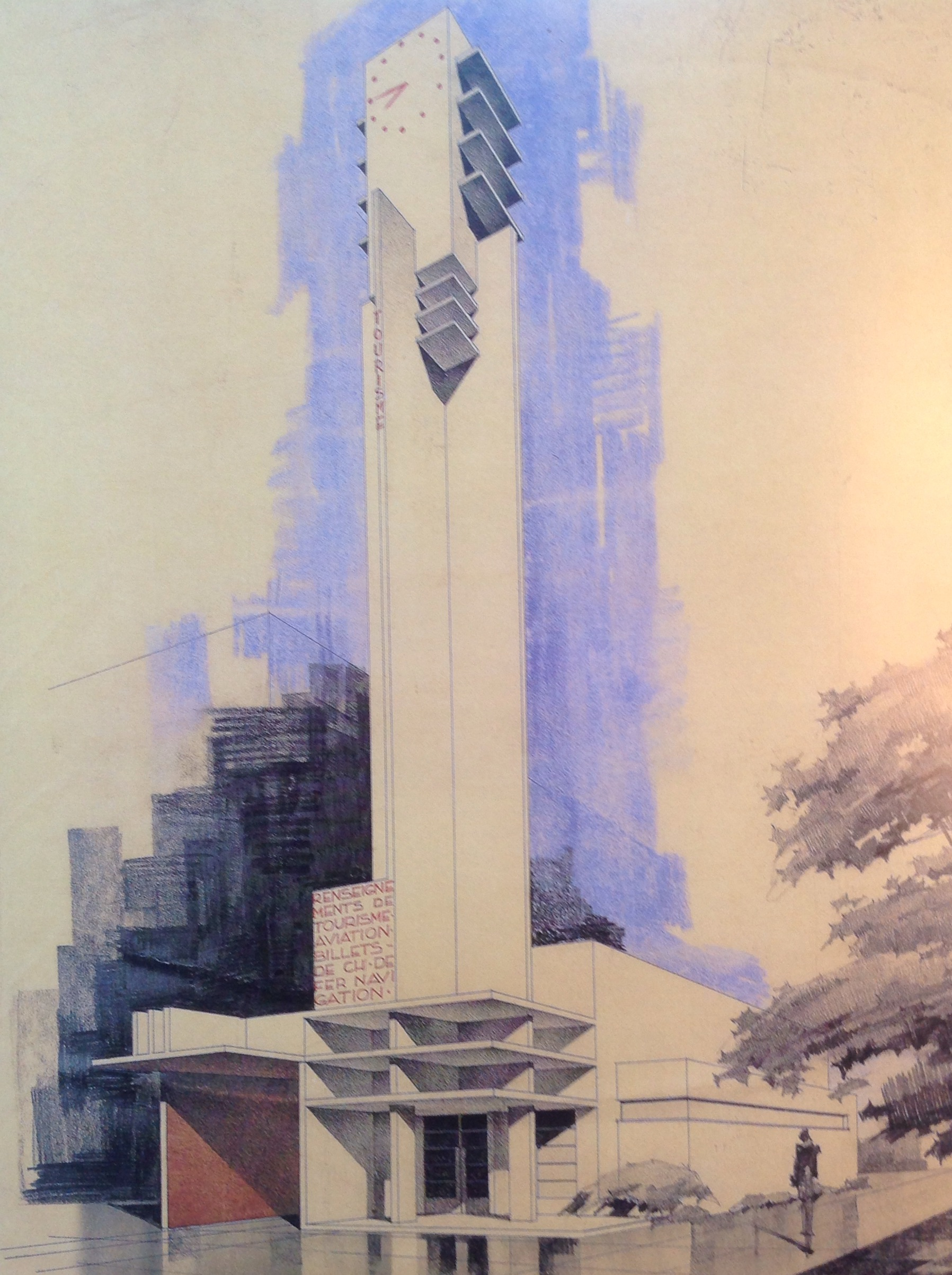
1925 – Pavilionul de turism - desenul arhitectului său Robert Mallet-Stevens (1886 - 1945)
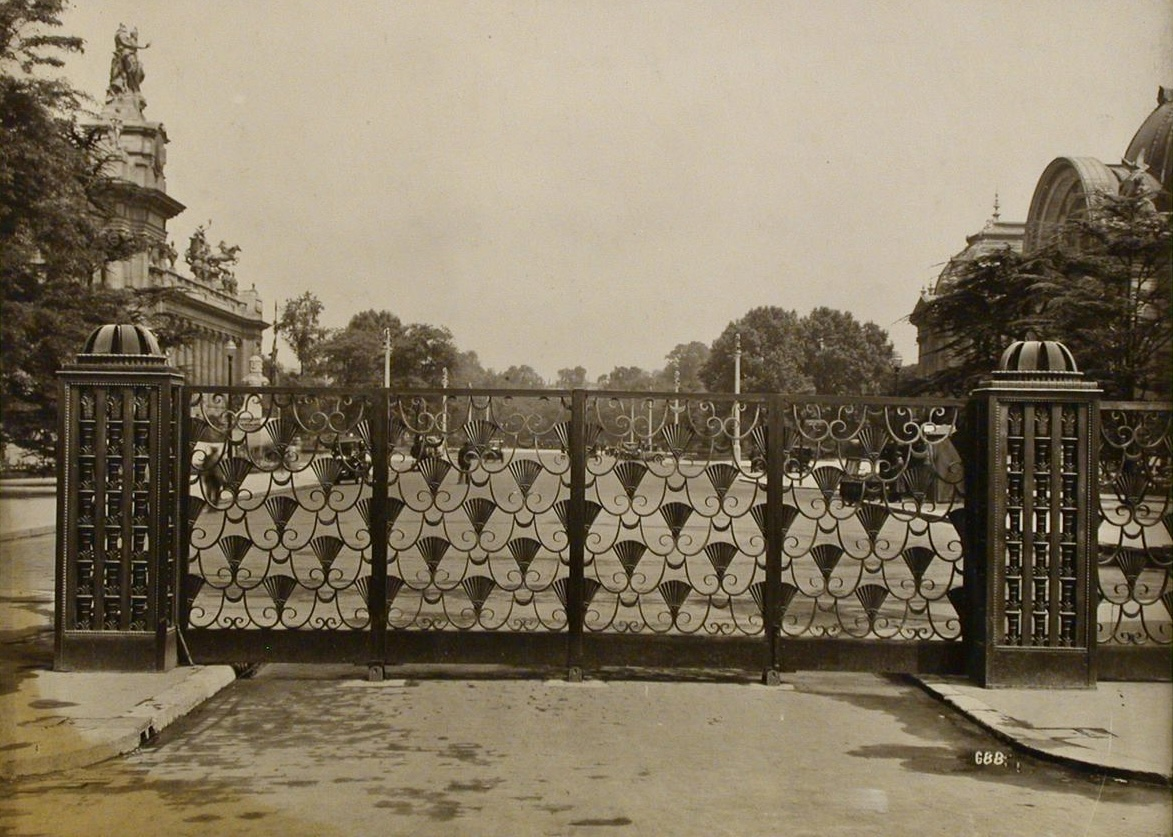
1925 – Poartă de onoare (în franceză Porte d'honneur) de Edgar William Brandt (1880 – 1960)